# Mughiphantes martensi
Mughiphantes martensi är en spindelart som beskrevs av Andrei V. Tanasevitch 2006. Mughiphantes martensi ingår i släktet Mughiphantes och familjen täckvävarspindlar. Inga underarter finns listade i Catalogue of Life.